# الأكاديمية الملكية للموسيقى
الأكاديمية الملكية للموسيقى تأسست عام 1833 في بريطانيا واعتمدت رسميا تحت حماية الملك، وتعد أقدم مؤسسة موسيقية للتعليم العالي في بريطانيا.
تحتوي الاكاديمية على جميع التخصصات الموسيقية وبالإضافة إلى فروع الاوبرا،الرقص، الفن المسرحي، وقواعد آداب.

## عقبات مالية
واجهت الأكاديمية عقبات مالية في العقود الأولى التي عقبت تأسيسها، وفي عام 1864 بدأت بتلقي الدعم الحكومي بانتظام لكن هذا الدعم لم يكن كافيا لسد ميزانية الأكاديمية فكانت التبرعات وأقساط الطلاب الداعم الوحيد لاتسمرارها.

## الهيكل التنظيمي
في أواخر القرن التاسع عشر والعقد العشرين حدث تغيير في الهيكل التنظيمي ليصبح بالشكل التالي :
1. رئيس
2. أربع نواب
3. مجلس إدارة
4. اللجنة التنفيذية (التي تضم ممثلين عن عالم الأعمال وبعض الاساتذة)